# Kruchaweczka przydrożna

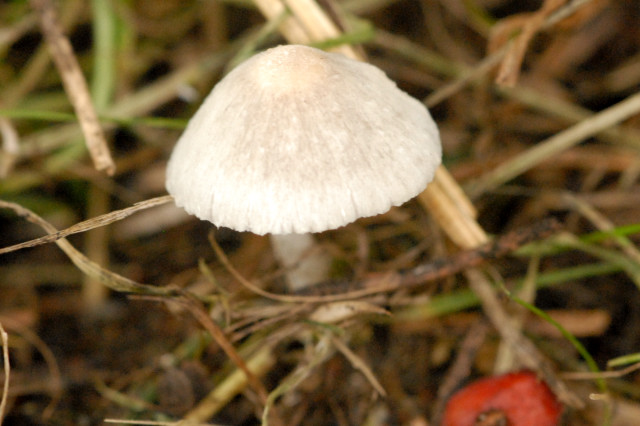

Kruchaweczka przydrożna (Psathyrella prona (Fr.) Gillet – gatunek grzybów należący do rodziny kruchaweczkowatych (Psathyrellaceae).

## Systematyka i nazewnictwo
Pozycja w klasyfikacji według Index Fungorum: Psathyrella, Psathyrellaceae, Agaricales, Agaricomycetidae, Agaricomycetes, Agaricomycotina, Basidiomycota, Fungi.
Po raz pierwszy opisał go w 1838 r. Elias Fries nadając mu nazwę Agaricus pronus. Obecną, uznaną przez Index Fungorum nazwę nadał Claude-Casimir Gillet w 1878 r.
Synonimy”
- Agaricus pronus Fr. 1838
- Coprinarius pronus (Fr.) Quél. 1886
- Coprinarius pronus var. infidus (Quél.) Quél. 1886
- Drosophila prona (Fr.) Quél. 1886
- Psathyra prona (Fr.) G. Bertrand 1913
- Psathyrella infida Quél. 1877
- Psathyrella prona var. smithii Massee 1892
- Psathyrella subatomata (J.E. Lange) Legon & A. Henrici 2005

Polską nazwę zaproponował Władysław Wojewoda w 2003 r.

## Morfologia
Kapelusz
Średnica 1–2 cm, początkowo stożkowy, potem dzwonkowaty. Jest higrofaniczny; w stanie wilgotnym błyszczący, ciemno szarobrązowy, w stanie suchym matowy, ochrowo-żółto-brązowy i promieniście prążkowany. Brzeg pokryty resztkami osłony.
Trzon
Wysokość 3 do 7 cm, grubość 2–3 mm. Powierzchnia o barwie od białawej do kremowej, pokryta białawymi włókienkami. Podstawa trzonu bulwiasta, jasnobrązowa.
Blaszki
Początkowo białawe, potem ciemno fioletowo-brązowe z czerwonawymi ostrzami
Miąższ
Białawo-szarobrązowy, cienki. Smak łagodny, zapach nieprzyjemny.

## Występowanie
Znane jest występowanie Psathyrella prona w Ameryce Północnej, Europie, Azji i Nowej Zelandii. Władysław Wojewoda w swoim zestawieniu grzybów wielkoowocnikowych Polski w 2003 r. podaje liczne stanowiska z uwagą, że jest to gatunek pospolity. Kilka nowych stanowisk znajduje się w internetowym atlasie grzybów. Jest w nim zaliczony do gatunków rzadkich i wartych objęcia ochroną. 
Saprotrof. Występuje w lasach liściastych i mieszanych, w parkach, na obrzeżach dróg, polanach leśnych, pastwiskach. Rozwija się na oborniku, kompoście i odchodach zwierząt roślinożernych.